# Robertville (Nouveau-Brunswick)
Pour les articles homonymes, voir Robertville (homonymie).
Robertville est un village du comté de Gloucester, dans le Nord-Est de la province canadienne du Nouveau-Brunswick. Le village a le statut de DSL. Plusieurs des auteurs acadiens les plus importants de la fin du XXe siècle et du début du XXIe siècle sont originaires de Robertville. Dans le cadre de la réforme de la gouvernance locale du 1er janvier 2023, le DSL a été annexé à la nouvelle ville de Belle-Baie.

## Toponyme
Robertville est nommé ainsi en l'honneur de François-Antoine Robert (1820-1888), qui fut prêtre à Petit-Rocher de 1866 à 1888 et qui organisa l'église du village en 1884. William Francis Ganong mentionne plutôt qu'il serait en l'honneur de Robert Young, député.

## Géographie

### Situation
Robertville se trouve à 15 kilomètres de route au nord-ouest de Bathurst.
Robertville est généralement considérée comme faisant partie de l'Acadie.

### Logement
La paroisse comptait 2 633 logements privés en 2006, dont 2 445 occupés par des résidents habituels. Parmi ces logements, 89,6 % sont individuels, 4,3 % sont jumelés, 0,0 % sont en rangée, 2,7 % sont des appartements ou duplex et 1,8 % sont des immeubles de moins de cinq étages. Enfin, 1,4 % des logements entrent dans la catégorie autres, tels que les maisons-mobiles. 88,5 % des logements sont possédés alors que 11,5 % sont loués. 68,1 % ont été construits avant 1986 et 12,9 % ont besoin de réparations majeures. Les logements comptent en moyenne 6,2 pièces et 0,4 % des logements comptent plus d'une personne habitant par pièce. Les logements possédés ont une valeur moyenne de 70 271 $, comparativement à 119 549 $ pour la province.

## Histoire

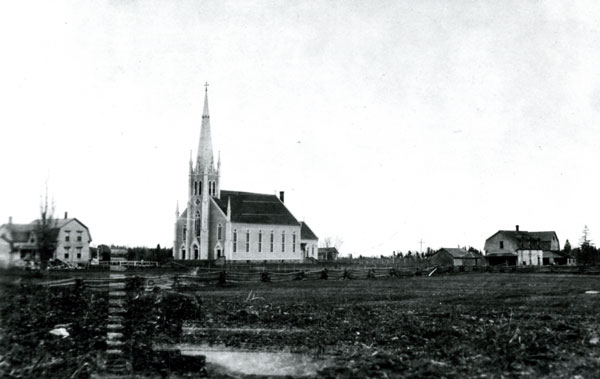
L'église Sainte-Thérèse-d'Avilla en 1920.

Robertville est situé dans le territoire historique des Micmacs, plus précisément dans le district de Gespegeogag, qui comprend le littoral de la baie des Chaleurs.
La seigneurie de Népisiguit est concédée en 19 mars 1691 au Sieur Jean Gobin, un marchand de Québec; elle avait un territoire long de 12 lieues et profond de 10 lieues, à partir du littoral de la baie et probablement centré sur la rivière Népisiguit ce qui, selon William Francis Ganong, inclut le site de Robertville. Gobin donne la seigneurie à Richard Denys de Fronsac. La seigneurie, par l'héritage à sa femme, tombe aux mains de Rey-Gaillard, qui la possédait en 1753. Cooney parle d'une concession à un certain Enaud, qui est vraisemblablement Philippe Hesnault, seigneur de Pokemouche et peut-être agent de Gobin.
En 1825, le territoire est touché par les Grands feux de la Miramichi, qui dévastent entre 10 000 km2 et 20 000 km2 dans le centre et le nord-est de la province et tuent en tout plus de 280 personnes,.
Robertville, alors appelé Dumfries, est colonisée vraisemblablement par des immigrants écossais vers 1841, en même temps que Dunlop. Des Acadiens de Petit-Rocher et Nigadoo arrivent en 1866. D'autres terres sont accordées à des Acadiens en 1879 grâce à la Free Grants Act (Loi sur les concessions gratuites). La caisse populaire de Robertville est fondée en 1939. Les Religieuses SS. CC. de Jésus-Marie s'installent en 1949. L'école La Croisée est inaugurée la même année. La caisse populaire fusionne en 2002 avec la Caisse populaire Petit-Rocher–Pointe-Verte pour former la Caisse populaire des Fondateurs. Les élèves de l'école élémentaire de Nicholas-Denys sont transférés à Robertville en 2004.

## Démographie
(août 2016).
D'après le recensement de Statistique Canada, il y avait 843 habitants en 2006, comparativement à 954 en 2001, soit une baisse de 11,6 %. Il y a 335 logements privés, dont 323 occupés par des résidents habituels. Le village a une superficie de 5,52 km2 et une densité de population de 152,8 habitants au kilomètre carré.

## Économie
Il y a une succursale de la Caisse populaire des Fondateurs, basée à Petit-Rocher et membre d'UNI Coopération financière.
Entreprise Chaleur, un organisme basé à Bathurst faisant partie du Réseau Entreprise, a la responsabilité du développement économique de la région.
L'activité économique de la région est dominée par l'exploitation forestière, les mines et les télécommunications. Un grand nombre d'emplois sont également disponibles dans le commerce de détail, les services publics ainsi que dans l'industrie manufacturière. L'activité économique est en fait concentrée principalement à Belledune et Bathurst.

## Administration

### Comité consultatif
En tant que district de services locaux, Robertville est administré directement par le Ministère des Gouvernements locaux du Nouveau-Brunswick, secondé par un comité consultatif élu composé de cinq membres dont un président. Il n'y a actuellement aucun comité consultatif.

### Budget et fiscalité
Sur le plan financier, Robertville éprouve des difficultés depuis plus de 20 ans. La Coopérative de Robertville, sur place depuis près de 70 ans, est fermée depuis 2015. Par contre, le village compte sur le restaurant 'fast food' ti-fred, notamment reconnu pour sa poutine au coq.

### Commission de services régionaux
Robertville fait partie de la Région 3, une commission de services régionaux (CSR) devant commencer officiellement ses activités le 1er janvier 2013. Contrairement aux municipalités, les DSL sont représentés au conseil par un nombre de représentants proportionnel à leur population et leur assiette fiscale. Ces représentants sont élus par les présidents des DSL mais sont nommés par le gouvernement s'il n'y a pas assez de présidents en fonction. Les services obligatoirement offerts par les CSR sont l'aménagement régional, l'aménagement local dans le cas des DSL, la gestion des déchets solides, la planification des mesures d'urgence ainsi que la collaboration en matière de services de police, la planification et le partage des coûts des infrastructures régionales de sport, de loisirs et de culture; d'autres services pourraient s'ajouter à cette liste.

### Représentation
Robertville fait partie de la circonscription de Nepisiguit, qui est représentée à l'Assemblée législative du Nouveau-Brunswick par Ryan Riordon, du Parti progressiste-conservateur. Il fut élu en 2010.
Robertville fait partie de la circonscription fédérale d'Acadie-Bathurst. Cette circonscription est représentée à la Chambre des communes du Canada par Yvon Godin, du NPD. Il fut élu lors de l'élection de 1997 contre le député sortant Doug Young, en raison du mécontentement provoqué par une réforme du régime d’assurance-emploi.

### Chronologie municipale

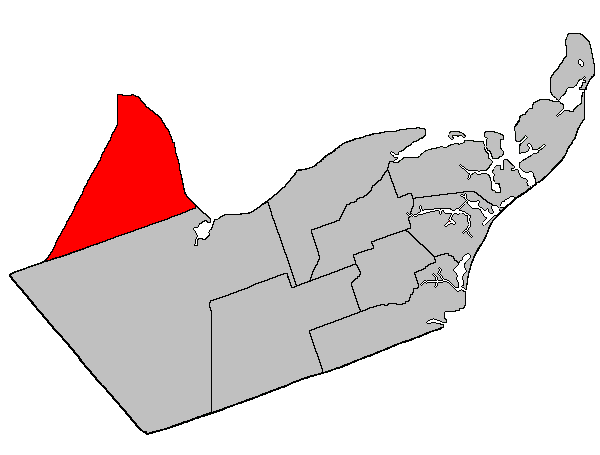
Situation sur une carte des paroisses civiles du comté de Gloucester (certains DSL et municipalités ne sont donc pas montrés).

Évolution territoriale de la paroisse de Beresford après 1966.

- 1814 : Érection de la paroisse de Beresford dans le comté de Northumberland.
- 1826 : Création du comté de Gloucester à partir de la paroisse de Beresford et de la paroisse de Saumarez.
- 1826 : Le comté de Restigouche, incluant les paroisses d'Addington et de Durham, est formé à partir de l'ouest de la paroisse de Beresford.
- 1837 : Une partie du territoire de la paroisse de Beresford est transféré à la paroisse de Durham.
- 1881 : les limites du comté sont modifiées et la paroisse s'en trouve agrandie.
- 1966 à nos jours : les gouvernements de comtés sont abolis et la paroisse de Beresford devient un district de services locaux. Une partie de la paroisse devient la ville de Beresford, les villages de Petit-Rocher, de Nigadoo et de Pointe-Verte et les DSL d'Alcida, de Dunlop, de Laplante, de Madran, de Nicholas-Denys, de Petit-Rocher-Nord, de Petit-Rocher-Sud, de Robertville, de Saint-Laurent et de Tremblay[23],[24].

### Projets de fusion
En 1995, Robertville a évalué la possibilité de se fusionner avec des districts de services locaux environnants.

## Vivre à Robertville

### Éducation
L’école La Croisée de Robertville accueille les élèves de la maternelle à la 8e année. C'est une école publique francophone faisant partie du sous-district 3 du district scolaire Francophone Nord-Est. Il y a également une école de musique, le Centre Musical de Robertville. Le village bénéficie d'un foyer de soins agréés, la Villa Sormany.

### Religion
L'église Sainte-Thérèse-d'Avila est une église catholique romaine faisant partie du diocèse de Bathurst.
Liste des curés (incomplète) :
- Zoël Saunier (1957-19??)

### Autres services publics
Robertville possède aussi un bureau de poste. Robertville, comme plusieurs localités de la région Chaleur, partage ou achète plusieurs de ses services. Ainsi, l'aménagement du territoire est de la responsabilité de la Commission d'urbanisme de Belledune. Le service de police est assuré par le poste de la Gendarmerie royale du Canada de Bathurst. La Brigade régionale de Robertville dispose d'une caserne de pompiers, qui dessert plusieurs districts de services locaux. Cette ville dispose aussi de l'hôpital régional Chaleur et d'un poste d'Ambulance Nouveau-Brunswick. La collecte des déchets et matières recyclables est effectuée par la Commission de gestion des déchets solides de Népisiguit-Chaleur.
Les francophones bénéficient du quotidien L'Acadie nouvelle, publié à Caraquet, ainsi qu'à l'hebdomadaire L'Étoile, de Dieppe. Ils ont aussi accès à l'hebdomadaire Hebdo Chaleur, publié à Bathurst. Les anglophones bénéficient des quotidiens Telegraph-Journal, publié à Saint-Jean ainsi que de l'hebdomadaire Northern Light, de Bathurst.

## Culture

### Personnalités
Plusieurs des auteurs acadiens les plus importants de la fin du XXe siècle et du début du XXIe siècle sont originaires de Robertville : Fredric Gary Comeau, Éric Cormier, Martin Pître, Marie-France Comeau (auteure jeunesse) et Christian Roy. Selon David Lonergan, ce qu'il conviendrait d'appeler l'« école de Robertville » s'opposerait à l'« école de Moncton », composée de la plupart des auteurs de la génération précédente.
- Martin Pître (1963-1998), écrivain et journaliste.
- Marie-France Comeau auteure jeunesse.
- Jean-Mari Pître poète et journaliste.
- Fredric Gary Comeau auteur, compositeur et interprète.
- Éric Cormier poète.
- Kevin Arseneau conteur et percussionniste.
- Janine Boudreau auteure, compositrice et interprète.